# Halos
L'Halos (o Corona in italiano) è un'evoluzione di break dance, ovvero un powermove. 
Riprende i movimenti del Windmill, ma anziché ruotare tenendo l'asse sul centro della schiena, porta l'asse sulla testa, toccando, durante la rotazione, con la parte alta della testa, dove, appunto, appoggerebbe una corona indossata; da qui prende il suo nome italiano. 
I ballerini di breakdance che effettuano questa powermove, tendono ad indossare delle fasce o dei cappellini a protezione della fronte.